# انفجار صهريج وقود موروغورو
في 10 أغسطس 2019 ، انفجرت شاحنة صهريج في موروغورو، تنزانيا ، مما أسفر عن مقتل 89 شخصًا على الأقل وإصابة ما لا يقل عن 55 آخرين. كانت الحادثة واحدة من أكبر الكوارث من نوعها في تنزانيا.